# Eivind Henriksen
Eivind Prestegård Henriksen (Oslo, 14 settembre 1990) è un martellista norvegese, vicecampione olimpico a Tokyo 2020.

## Biografia
Ai Giochi olimpici di Tokyo 2020 ha vinto la medaglia d'argento nel lancio del martello, facendo anche segnare il nuovo record nazionale della disciplina con 81,58 metri.

## Record nazionali
Seniores
- Lancio del martello: 81,58 m ( Tokyo, 4 agosto 2021)

## Palmarès
| Anno | Manifestazione  | Sede       | Evento                     | Risultato | Prestazione | Note                                             |
| ---- | --------------- | ---------- | -------------------------- | --------- | ----------- | ------------------------------------------------ |
| 2007 | Mondiali U18    | Ostrava    | Lancio del martello (5 kg) | 9º        | 71,10 m     |                                                  |
| 2007 | Europei U20     | Hengelo    | Lancio del martello (6 kg) | 22º (q)   | 61,48 m     |                                                  |
| 2008 | Mondiali U20    | Bydgoszcz  | Lancio del martello (6 kg) | nm (q)    | nm (q)      |                                                  |
| 2009 | Europei U20     | Novi Sad   | Lancio del martello (6 kg) | 4º        | 76,65 m     |                                                  |
| 2010 | Europei         | Barcellona | Lancio del martello        | 22º (q)   | 69,98 m     |                                                  |
| 2011 | Europei U23     | Ostrava    | Lancio del martello        | 12º       | 69,89 m     |                                                  |
| 2011 | Mondiali        | Taegu      | Lancio del martello        | 23º (q)   | 71,27 m     |                                                  |
| 2012 | Europei         | Helsinki   | Lancio del martello        | 14º (q)   | 72,54 m     |                                                  |
| 2012 | Giochi olimpici | Londra     | Lancio del martello        | 13º (q)   | 74,62 m     |                                                  |
| 2014 | Europei         | Zurigo     | Lancio del martello        | 17º (q)   | 72,31 m     | Miglior prestazione personale stagionale         |
| 2015 | Universiadi     | Gwangju    | Lancio del martello        | 6º        | 71,47 m     | Miglior prestazione personale stagionale         |
| 2016 | Europei         | Amsterdam  | Lancio del martello        | 16º (q)   | 71,93 m     |                                                  |
| 2018 | Europei         | Berlino    | Lancio del martello        | 5º        | 76,86 m     | Record nazionale · Miglior prestazione personale |
| 2019 | Mondiali        | Doha       | Lancio del martello        | 6º        | 77,38 m     |                                                  |
| 2021 | Giochi olimpici | Tokyo      | Lancio del martello        | Argento   | 81,58 m     | Record nazionale · Miglior prestazione personale |
| 2022 | Mondiali        | Eugene     | Lancio del martello        | Bronzo    | 80,87 m     | Miglior prestazione personale stagionale         |
| 2022 | Europei         | Monaco     | Lancio del martello        | Bronzo    | 79,45 m     |                                                  |
| 2023 | Mondiali        | Budapest   | Lancio del martello        | 7º        | 77,06 m     | Miglior prestazione personale stagionale         |
| 2024 | Europei         | Roma       | Lancio del martello        | 7º        | 76,51 m     | Miglior prestazione personale stagionale         |
| 2024 | Giochi olimpici | Parigi     | Lancio del martello        | 4º        | 79,18 m     |                                                  |